# 托夫斯堅克
49°1′11″N 26°3′46″E / 49.01972°N 26.06278°E
托夫斯堅克（烏克蘭語：Товстеньке）是位於烏克蘭西部泰爾諾皮爾州裏喬爾特基夫區的村莊，始建於1939年，面積3.09平方公里，2014年人口714，人口密度每平方公里301.3人。